# Nieuw-Amsterdam (Suriname)
Nieuw-Amsterdam (prononcé en néerlandais : /ˌniʋɑmstərˈdɑm/) est une ville et un ressort du Suriname, capitale du district du Commewijne. C’est une petite ville côtière située dans le nord-ouest du pays à la confluence des fleuves Suriname et Commewijne, juste en face de Paramaribo, la capitale du pays. Sa population lors du recensement de 2012 était de 5 650 habitants, dont environ 1 200 vivent dans la ville principale, la plupart sont d'origine javanaise et indo-surinamienne. Le Fort Nieuw-Amsterdam, aujourd'hui un musée en plein air, se situe dans la ville. 

## Situation
La ville de Nieuw Amsterdam est située sur la rive droite du fleuve Suriname en face de la capitale du pays, Paramaribo, située sur l'autre rive, à la confluence du fleuve Commewijne, à quelques kilomètres seulement de l'océan Atlantique.

## Histoire
La commune se développe au fil du temps autour d'un fort, le Fort Nieuw-Amsterdam, qui a été construit sur la rive droite du fleuve Suriname entre 1734 et 1747 par la Sociëteit van Suriname (nl) pour renforcer le système de défense de la colonie hollandaise avec l'autre fort, le Fort Zeelandia, situé à Paramaribo sur l'autre rive du fleuve.
Le 8 octobre 1834, Nieuw-Amsterdam devient la capitale du District récemment formé de Commewijne. Entre 1843 et 1854, Nieuw-Amsterdam est désigné comme le lieu où les navires arrivant doivent être mis en quarantaine. En 1872, une partie du fort est transformée en prison, et le fort restera la seule prison du Suriname jusqu'en 1967. 
En 1873 la population locale lance un programme d'agriculture indépendant, encouragé par le gouverneur van Sypesteyn, qui désigne Nieuw-Amsterdam et Domburg comme des endroits propices au développement de ce programme. 
Le 17 janvier 1888 une décision est prise pour poser la première ligne téléphonique entre Nieuw-Amsterdam et Paramaribo, avec des liaisons vers les redoutes de Leiden et de Frederiksdorp, et pour gérer le réseau depuis Nieuw-Amsterdam car il était prévu que ce réseau soit utilisé principalement  à des fins militaires.
Avec l'achèvement du Pont Jules Wijdenbosch (en) le 20 mai 2000, la route Est-Ouest est étendue vers Commewijne et Marowijne. Il existe également un service de ferry depuis le terminal de ferry Leonsberg (en) à Paramaribo.

## Personnalités liées à la commune
- Ramsewak Shankar (1937-), ancien président du Suriname

## Galerie

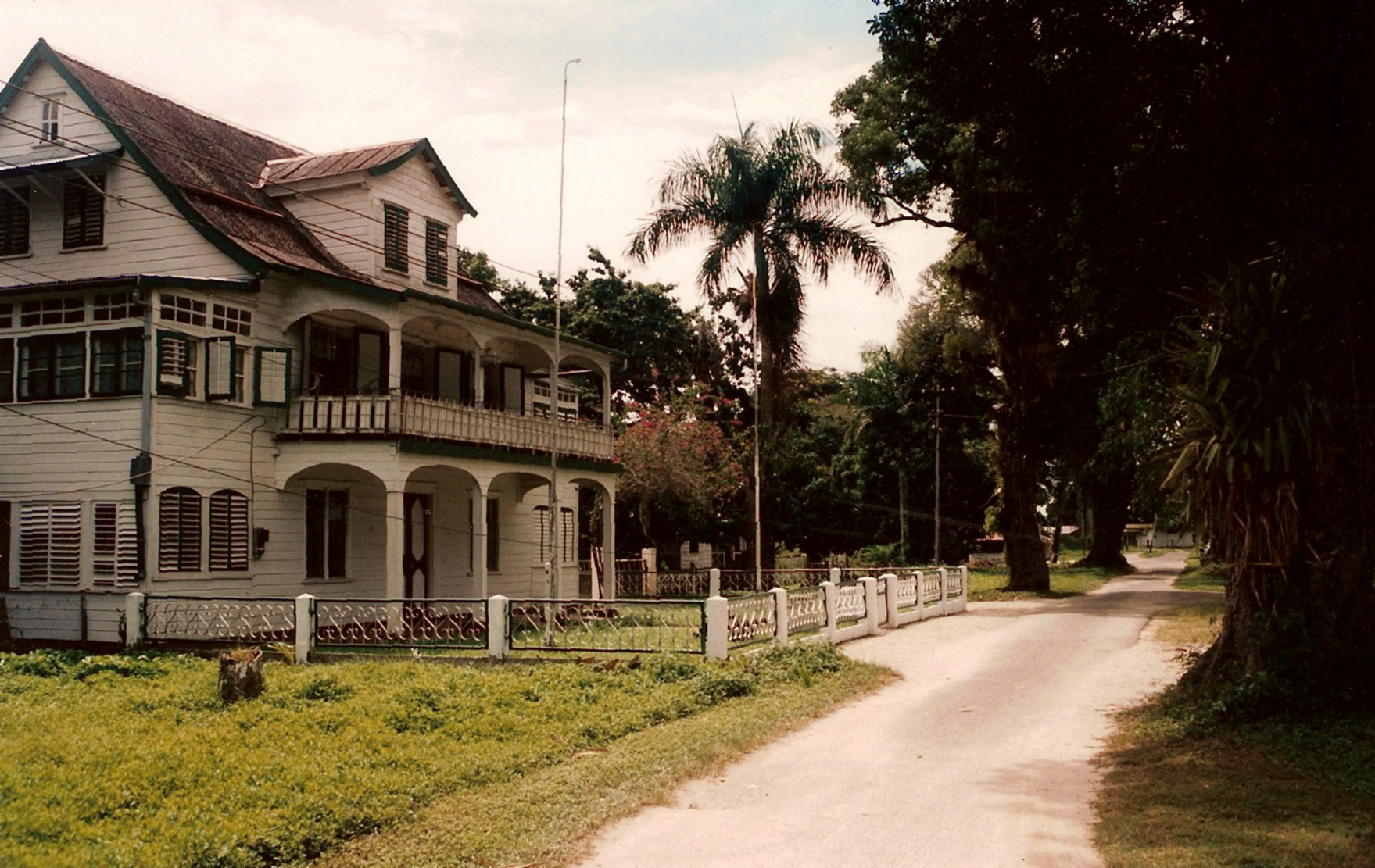
Maison du commissaire de district
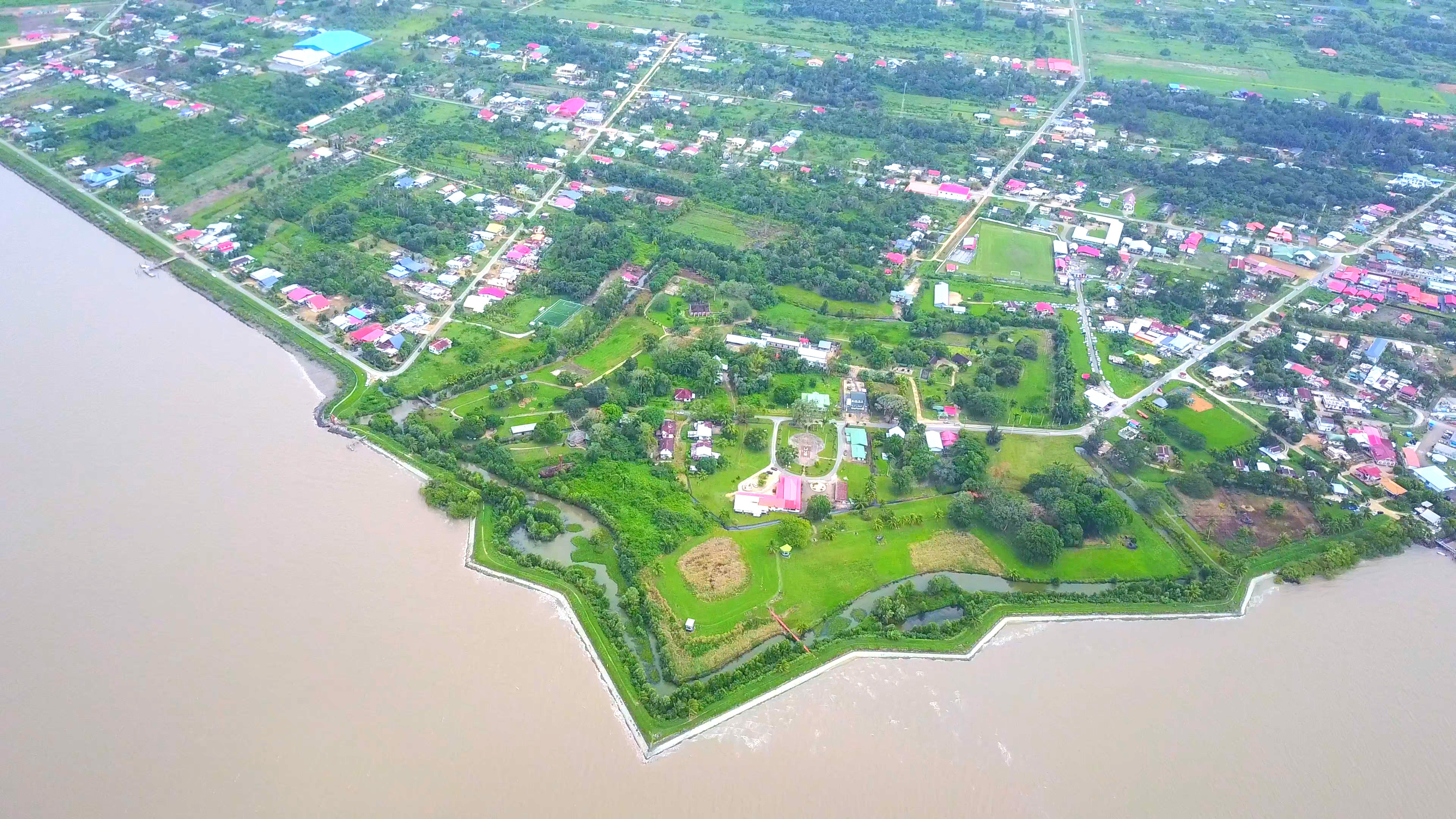
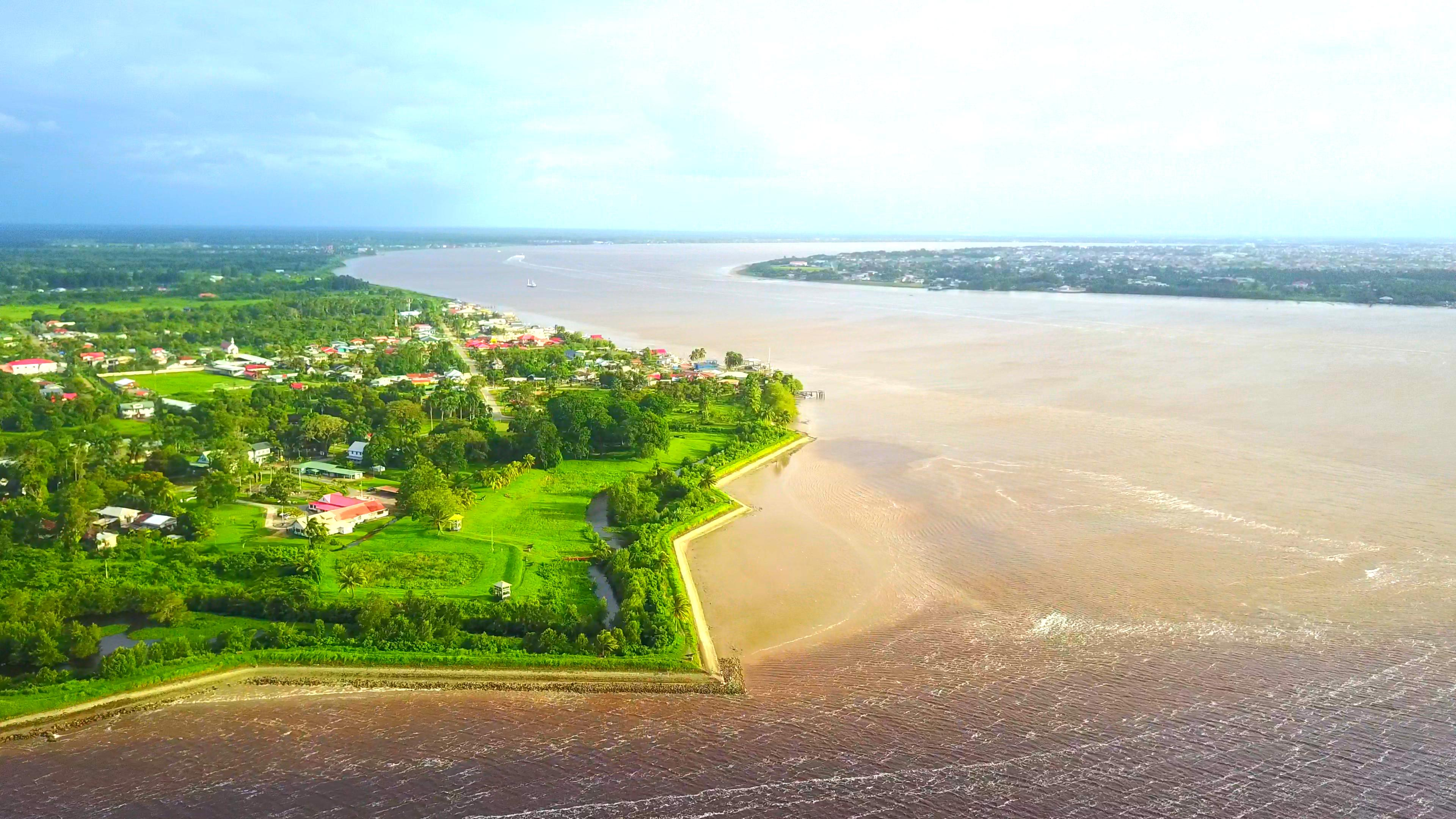
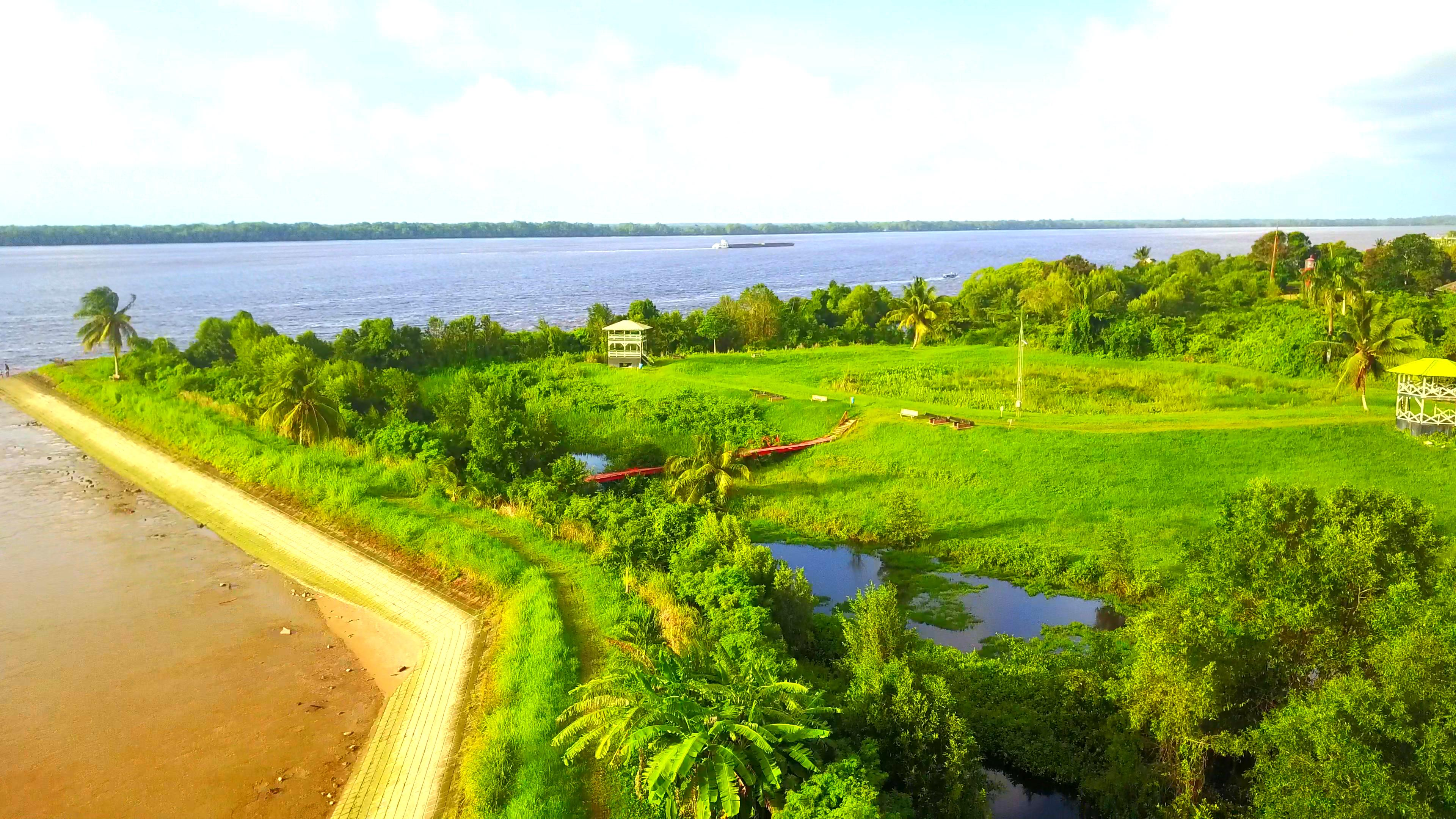